# (2775) Odishaw
(2775) Odishaw – planetoida z pasa głównego asteroid okrążająca Słońce w ciągu 3 lat i 281 dni w średniej odległości 2,42 j.a. Została odkryta 14 października 1953 roku w Goethe Link Observatory w Brooklynie w stanie Indiana. Nazwa planetoidy pochodzi od Hugh Odishawa, amerykańskiego geofizyka. Przed nadaniem nazwy planetoida nosiła oznaczenie tymczasowe (2775) 1953 TX2.